# Aristoteles-Wels
Der Aristoteleswels (Silurus aristotelis) ist eine Fischart aus der Gattung Silurus und gehört zur Familie der Echten Welse (Siluridae). Er ist endemisch im Westen Griechenlands.

## Merkmale
Der Körper des Aristoteleswelses ist langgestreckt, schuppenlos und schleimig, sein Kopf ist breit und abgeplattet. Im Unterschied zum Wels reichen seine 2 Bartfäden am Oberkiefer nicht über die Brustflossen hinaus und er besitzt an der Kopfunterseite nur 2 kurze, halb so lange Bartfäden. Die Seitenlinie ist vollständig vorhanden. Seine Rückenflosse enthält 3 Strahlen, die Afterflosse 67 bis 76, meist aber 72 Strahlen. Eine Fettflosse zwischen Rücken- und Schwanzflosse ist nicht vorhanden.
Der Rücken des Aristoteleswelses ist dunkelbraun bis schwarz gefärbt, die Flanken sind heller bräunlich oder grünlich. Seine Bauchseite ist silbrig mit dunklen Marmorierungen. Am Ansatz der After- und Schwanzflosse weist die Art eine Reihe dunkler, schwarzer Flecken auf. Im Mittel wird der Aristoteleswels 100 bis 150 cm lang, selten auch bis 200 cm.

## Verbreitung
Das natürliche Verbreitungsgebiet des Aristoteleswelses liegt in Westgriechenland im Einzugsgebiet des Ionischen Meeres im Bereich des Aspropotamos (Acheloos) und seiner Nebenflüsse. Hier besiedelt er ruhige Flussstellen und stehende Gewässer mit Sand- oder Schlammgrund.

## Schutz
Der Aristoteles-Wels wird von der Europäischen Union im Anhang II der FFH-Richtlinie geführt und gilt damit als Art von gemeinschaftlichem Interesse, für deren Erhaltung von den Mitgliedsstaaten besondere Schutzgebiete ausgewiesen werden müssen.

## Belege
- Gunter Steinbach (Hrsg.): Süßwasserfische. Mosaik Verlag., München 1984, ISBN 3-576-01274-5.